# 太阳神的囚徒
太阳神的囚徒，又译作《太阳的囚徒》，是比利時漫畫家埃爾熱创作的漫画系列丁丁歷險記的第14部作品。本作是《七個水晶球》的續集，于1946年至1949年连载于《丁丁》杂志，完结后由卡斯特曼出版社整本出版。1969年本連同《七個水晶球》被Belvision公司改編為電影丁丁和太陽神廟（Tintin and the Temple of the Sun），并于2001年改編為音樂劇。

## 故事簡介
故事說到圖納思教授被綁架，丁丁和哈達克船長、老拍擋米路一直追蹤來到南美洲的秘魯。他們長途跋涉，經過雪山和森林，剛避過了印加人的襲擊，誰知竟誤闖印加王的太陽神廟，救不到人之餘，自己竟成為太陽神的祭物，面對被活活燒死的命運！究竟丁丁能否脫離魔掌？圖納思教授在哪裡？上集的水晶碎片之謎又能否解開？